# やしお生涯楽習館
やしお生涯楽習館（やしおしょうがいがくしゅうかん）は埼玉県八潮市にある生涯学習施設。愛称・略称は楽習館（がくしゅうかん）。

## 概要
1991年7月1日の八潮市の生涯学習都市宣言によって設立が検討され、4年後の1995年7月1日に開館した。八潮市・越谷市・草加市・三郷市・吉川市・松伏町の各市町民が各種学習・講習を行なう施設として使用されている。名称の由来は生涯学ぶ学習よりも生涯楽しく習うことが大切であるとして名付けられた。協賛団体に1993年7月に発足した生涯楽習やしお探偵団がある。